# Miroslav Rödr
Miroslav Rödr (* 22. Januar 1944 in Olmütz; † 17. Juli 2021) ist ein ehemaliger US-amerikanischer Fußball- und American-Football-Spieler tschechischer Abstammung.
Der Stürmer spielte zwischen 1963 und 1967 für Dukla Prag in der 1. tschechoslowakischen Liga. In 45 Partien erzielte er 13 Tore. 1968 emigrierte Rödr in die Vereinigten Staaten und spielte unter dem Namen Mirro Roder von 1972 bis 1974 und 1976 als Kicker in der National Football League (NFL). Damit war er der erste aus der Tschechoslowakei stammende Spieler in der nordamerikanischen Profiliga.

## Fußball
Rödr spielte in seiner Jugend für TJ MŽ Olomouc. Zur Saison 1962/63 gelang dem hochgewachsenen Stürmer der Sprung in die 1. Mannschaft, die damals im unterhalb der zweithöchsten Spielklasse angesiedelten Krajský přebor spielte und die Saison auf einem Aufstiegsplatz beendete.
Rödr war da schon den Talentspähern aus der Hauptstadt aufgefallen und absolvierte zunächst vier Testspiele für Sparta Prag. Letztlich wechselte der Angreifer mit dem strammen Schuss zum Serienmeister Dukla Prag. Nach einer ersten Adaptionsphase gehörte Rödr in der Spielzeit 1964/65 zur Stammformation von Dukla und erzielte in 20 Ligaspielen fünf Treffer. Allerdings waren die Erwartungen beim nationalen Spitzenklub höher und Rödr war seinen Stammplatz schnell wieder los. In den folgenden beiden Spielzeiten 1965/66 und 1966/67 kam er auf nur jeweils neun Spiele mit zwei beziehungsweise fünf Treffern. Zur Saison 1967/68 fand sich das ehemalige Talent nur im Kader der B-Mannschaft und einigte sich in der Folge auf einen Wechsel zum damaligen Zweitligisten VTŽ Chomutov.
Zu einem Engagement in Chomutov kam es allerdings nicht mehr. Im Sommer 1968 begab sich Rödr im Anschluss an eine Hochzeitsreise, die das frisch vermählte Paar in Italien verbrachte, nach Chicago und kehrte angesichts der gewaltsamen Niederschlagung des Prager Frühlings durch Truppen des Warschauer Paktes nicht mehr in die Tschechoslowakei zurück.

## American Football
In Chicago arbeitete Rödr als Maurer und spielte in seiner Freizeit für Chicago Sparta. 1972 absolvierte er erfolgreich ein Probetraining beim NFL-Club Chicago Bears. In der ersten Saison war Rödr, der nun unter dem Namen Mirro Roder auftrat, Teil des Taxi Squads. In den Jahren 1973 und 1974 schoss er als Kicker wichtige Field Goals für die Bears. In der Vorbereitung auf die Saison 1975 verletzte sich Roder und seine NFL-Karriere schien nach 27 Spielen und 79 Punkten beendet.
Im Frühjahr 1976 unterzeichnete Roder einen Vertrag mit den Cincinnati Bengals, wurde aber noch vor Saisonbeginn wieder aussortiert. Kurzfristig wechselte Roder zum Liganeuling Tampa Bay Buccaneers. Nach zwei hohen Niederlagen und drei misslungenen Field-Goal-Versuchen war Roders Footballkarriere allerdings endgültig vorbei. Zwar unterschrieb er im Sommer 1977 noch mal bei den Cleveland Browns, verließ das Team aber nach einer Verletzung im Trainingslager wieder. Für die Green Bay Packers absolvierte der im Juli 1977 eingebürgerte Roder zwei Testspiele, wurde aber noch vor Saisonbeginn aus dem Kader gestrichen.